# Hongseok
Yang Hong-seok (coreano: 양홍석; Seúl, 17 de abril de 1994), más conocido como Hongseok, es un cantante y actor surcoreano. Debutó como vocalista de la boy band surcoreana Pentagon en octubre de 2016. Adicional a su trabajo como cantante, debutó como actor en la película coreana, El Amor Que Queda.

## Primeros años y educación
Hongseok nació el 17 de abril de 1994 en Seúl, Corea del Sur. Tiene un hermano mayor llamado Jun-seok. Estudió en los Estados Unidos, China, y Singapur y ha vivido fuera de Corea del Sur por 11 años. Desde 2007 hasta 2010, estudió en la Escuela Internacional Hwa Chong en Singapur, donde fue el mejor nadador de la escuela.

## Carrera

### Predebut
En 2014, Hongseok se unió a YG Entertainment y participó en el reality de supervivencia Mix & Match como miembro de EQUIPO B.  Fue eliminado en el episodio final junto a Jung Jin-hyeong, por lo que no pudo debutar como miembro de iKON. En marzo de 2015 dejó YG Entertainment.
En julio de 2015, se unió a Cube Entertainment. En febrero de 2016, modeló junto a Hyuna para la marca de moda Clyde.

### 2016–presente: debut con Pentagon y trabajo como solista
A finales del 2016, participó en el reality de supervivencia Pentagon Maker, emitido por Mnet, donde logró llegar a la alineación final de Pentagon. Debutó oficialmente con Pentagon el 10 de octubre de 2016 con la canción "Gorila" del álbum Pentagon.
En noviembre de 2017, Hongseok debutó como actor en la película ''El Amor Que Queda''.
En julio de 2018, Hongseok se unió al reparto de Visiting Tutor, un programa de variedades donde las celebridades buscan a un estudiante y se convierten en su tutor. Él impartió lecciones de chino a su estudiante. El programa se llevó a cabo de agosto a octubre. En septiembre se unió al programa de variedad Real Men 300, el cual mostró a celebridades experimentando la vida en el ejército. El programa terminó a finales de enero de 2019.
En enero de 2019, fue coprotagonista del drama televisivo Best Chicken como Bae Ki-Bum, un chico problemático pero agradable. En marzo, protagonizó su primera serie web On The Campus. En mayo, Hongseok protagonizó la serie web Anniversary Anyway, emitida por Naver V. Fue el modelo de portada para la edición de julio de 2019 de Men's Health Corea. Ese mismo mes participó en el reality Ley de la Jungla en Myanmar. En agosto participó en King of Mask Singer, donde interpretó un cover de "Hello" de Huh Gak.
En octubre de 2020, él y su compañero de grupo Kino tuvieron una aparición en la serie web Veinte-Veinte. Apareció por segunda vez en la portada de Men's Health Corea, en la edición de diciembre de 2020.
De enero a marzo de 2021, interpretó a Shin A-jun en el drama televisivo Phoenix 2020, emitido por SBS. Interpretó a un agente de policía en la serie de Netflix Move to Heaven, la cual se estrenó el 14 de mayo. Hongseok interpretará el papel principal en la serie web Blue Birthday, la cual está programada a estrenarse en el verano de 2021.

## Vida personal
Hongseok habla tres idiomas: coreano, chino, e inglés.
Es un seguidor del fitness. Con regularidad sube vídeos detallando sus rutinas de ejercicio y dietas en una serie llamada Hongseok está Ejercitándose Hong Hong Hong.

## Filantropía
Hongseok participó en el reto de la cubeta de hielo más grande del mundo, 2019 Miracle365 x Ice Bucket Challenge Run, el 29 de junio de 2019 en Dongjak-gu, Seúl. El evento fue organizado por Seungil Hope Foundation para concientizar sobre la esclerosis lateral amiotrófica. El evento recaudó 42 millones de won, los cuales fueron utilizados para construir el primer Hospital de Enfermería Lou Gehrig en Corea del Sur. El evento inició con maratones grupales de 3 km, 5 km, 7 km y 8 km, con 1,130 participantes que rompieron un total de 918 retos el año anterior.

## Discografía

### Créditos de escritura y producción
Todos los créditos están adaptados de la Korea Music Copyright Association, a menos que se indique lo contrario.
| Año  | Artista  | Canción                 | Álbum     | Letra    | Letra                                                    | Música   | Música                                                            |
| Año  | Artista  | Canción                 | Álbum     | Créditos | Con                                                      | Créditos | Con                                                               |
| ---- | -------- | ----------------------- | --------- | -------- | -------------------------------------------------------- | -------- | ----------------------------------------------------------------- |
| 2016 | Pentagon | "Find Me (나를 찾아줘)" | Sin álbum | No       | -                                                        | Sí       | Jinho, E'Dawn, Park Jae Sun, Tiger JK                             |
| 2019 | Pentagon | "Round 1" (Bonus track) | Genie:us  | Sí       | Hui, Jinho, Shinwon, Yeo One, Yanan, Yuto, Kino, Wooseok | Sí       | Hui, Jinho, Shinwon, Yeo One, Yanan, Yuto, Kino, Wooseok, MosPick |
| 2019 | Pentagon | "Round 2" (Bonus track) | Sum(me:r) | Sí       | Hui, Jinho, Shinwon, Yeo One, Yanan, Yuto, Kino, Wooseok | Sí       | Hui, Jinho, Shinwon, Yeo One, Yanan, Yuto, Kino, Wooseok, MosPick |

## Filmografía

### Películas
| Año  | Título               | Papel       | Ref.   |
| ---- | -------------------- | ----------- | ------ |
| 2017 | The Love That's Left | Kim Woo-joo | [ 31 ] |

### Series televisivas
| Año  | Título         | Papel          | Cadena         | Ref.   |
| ---- | -------------- | -------------- | -------------- | ------ |
| 2019 | Best Chicken   | Bae Ki-Bum     | MBN y Dramax   | [ 16 ] |
| 2021 | Phoenix 2020   | Shin Ah-Jun    | SBS televisión | [ 24 ] |
| 2021 | Move to Heaven | Park Jun-yeong | Netflix        | [ 26 ] |

### Dramas web
| Año  | Título             | Papel        | Cadena           | Notas | Ref.   |
| ---- | ------------------ | ------------ | ---------------- | ----- | ------ |
| 2019 | On The Campus      | Hee-yeol     | Naver TV V Live  |       | [ 17 ] |
| 2019 | Anniversary Anyway | Hong Woo-jae | Naver TV V Live  |       | [ 18 ] |
| 2020 | Twenty-Twenty      |              | Naver TV V Live  | Cameo | [ 22 ] |
| 2021 | Blue Birthday      | Ji Seo-Jun   | Naver TV YouTube |       | [ 27 ] |

### Espectáculos de variedad
| Año  | Título                       | Cadena      | Notas                                         | Ref.   |
| ---- | ---------------------------- | ----------- | --------------------------------------------- | ------ |
| 2014 | Mix and Match                | Mnet        | Eliminado                                     | [ 5 ]  |
| 2016 | Pentagon Maker               | Mnet-M2     | Participante                                  | [ 32 ] |
| 2017 | Tour Avatar                  | ArirangTV   | Episodio 5–6 con Jinho                        | [ 33 ] |
| 2017 | Weekly Idol                  | MBC Every 1 | Ídolo enmascarado, ep 297, 305, 307, 310, 321 | [ 34 ] |
| 2017 | Idol Tour                    | MBC         | Episodio 6 con Hui                            | [ 35 ] |
| 2017 | Fantastic Duo                | SBS         | Panelista, ep 29–30                           | [ 36 ] |
| 2018 | Hitman                       | JTBC        | Filmado en Vietnam                            | [ 37 ] |
| 2018 | Just Happened                | tvN         |                                               | [ 38 ] |
| 2018 | Visiting Tutor               | Mnet        | Enseña mandarín                               | [ 39 ] |
| 2018 | Real Men 300                 | MBC         | Academia de Ejército de Corea                 | [ 14 ] |
| 2019 | Battle Trip                  | KBS2        | ep 143–144                                    | [ 40 ] |
| 2019 | Law of the Jungle in Myanmar | SBS         | Miembro del reparto                           | [ 20 ] |
| 2019 | King of Mask Singer          | MBC         | Participante, ep 217                          | [ 21 ] |
| 2020 | Idol Cooking Class           | Stark       | Con Hui, Shinwon y Kino                       | [ 41 ] |

### Como conductor
| Año  | Título       | Red       | Notas                                           | Ref.   |
| ---- | ------------ | --------- | ----------------------------------------------- | ------ |
| 2018 | Simply K-pop | ArirangTV | Conductor especial del 26 febrero al 10 de mayo | [ 42 ] |